# Sikån
Sikån, Juokeljåkkå, en å i Lappland. Utlopp från sjön Juokeljaure cirka tio kilometer nordväst om Kronogård. Juokeljaure ligger inom Robotförsöksplats Norrlands provområde och ån kallas Juokelbäcken inom provområdet. Den går ihop med Varjisån vid Skräckselet, cirka fem kilometer sydväst om Vitberget. Avrinningsområdet är 560 km².